# خالد بن الوليد
أَبُو سُلَيْمَانَ خَالِدُ بْنُ الْوَلِيدِ بْنِ الْمُغِيرَةِ الْمَخْزُومِيُّ الْقُرَشِيُّ (30 ق.هـ - 21 هـ / 592 - 642 م) صحابي وقائد عسكري مسلم، لقّبه الرسول بسَيْفِ اللهِ المَسْلولِ. اشتهر بعبقرية تخطيطه العسكري وبراعته في قيادة جيوش المسلمين في حروب الردة وفتح العراق والشام، في عهد خليفتي الرسول أبي بكر وعمر في غضون عدة سنوات من عام 632 حتى عام 636. يعد أحد قادة الجيوش القلائل في التاريخ الذين لم يهزموا في معركة طوال حياتهم، فهو لم يهزم في أكثر من مائة معركة أمام قوات متفوقة عدديًا من الإمبراطورية الرومانية البيزنطية والإمبراطورية الساسانية الفارسية وحلفائهم، بالإضافة إلى العديد من القبائل العربية الأخرى. اشتهر خالد بن الوليد بانتصاراته الحاسمة في معارك اليمامة وأُلّيس والفراض، وتكتيكاته التي استخدمها في معركتي الولجة واليرموك.
لعب خالد بن الوليد دورًا حيويًا في انتصار قريش على قوات المسلمين في غزوة أحد قبل إسلامه، كما شارك ضمن صفوف الأحزاب في غزوة الخندق. ومع ذلك، اعتنق خالد الإسلام بعد صلح الحديبية، شارك في حملات مختلفة في عهد الرسول، أهمها غزوة مؤتة وفتح مكة. وفي عام 638، وهو في أوج انتصاراته العسكرية، عزله الخليفة عمر بن الخطاب من قيادة الجيوش لأنه خاف أن يفتتن الناس به، فصار خالد بن الوليد في جيش الصحابي أبو عبيدة عامر بن الجراح وأحد مقدميه، ثم انتقل إلى حمص حيث عاش لأقل من أربع سنوات حتى وفاته ودفنه بها.

## نسبه
- هو: خالد بن الوليد بن المغيرة بن عبد الله بن عمرو بن مخزوم بن يقظة بن مرة بن كعب بن لؤي بن غالب بن فهر بن مالك بن قريش بن كنانة بن خزيمة بن مدركة بن إلياس بن مضر بن نزار بن معد بن عدنان،[7] المكنّى بأبي سليمان، وقيل: أبو الوليد. يلتقي في النسب مع الرسول في مرة بن كعب الجد السادس للرسول.[8]
- أبوه: الوليد بن المغيرة سيد بني مخزوم أحد بطون قريش، رفيع النسب والمكانة حتى أنه كان يرفض أن توقد نار غير ناره لإطعام الناس خاصة في مواسم الحج وسوق عكاظ، وأحد أغنى أغنياء مكة في عصره حتى أنه سمّي «بالوحيد» و«بريحانة قريش»، لأن قريش كانت تكسو الكعبة عامًا ويكسوها الوليد وحده عامًا.[9][10]
- أمه: لبابة الصغرى بنت الحارث الهلالية من بني هلال بن عامر بن صعصعة من هوازن، وهي تلتقي في النسب مع الرسول في مضر بن نزار الجد السابع عشر للرسول.[11][12]
- جده لأبيه: المغيرة بن عبد الله سيد بني مخزوم، الذي كان الرجل من بني مخزوم يؤثر الانتساب إليه تشرفًا،[9] والذي كان له من الأبناء الكثير، أشهرهم الوليد أبو خالد و«الفاكه» الذي كان له من كرمه بيت ضيافة يأوى إليه بغير استئذان، و«أبو حنيفة» أحد الأربعة الذين أخذوا بأطراف رداء الرسول يوم أن اختلفت قريش عند بناء الكعبة، و«أبو أمية» الملقب «بزاد الركب» لأنه كان يكفي أصحابه مئونتهم في السفر، وهو أبو أم المؤمنين أم سلمة والصحابي المهاجر بن أبي أمية، و«هشام» قائد بني مخزوم في حرب الفجار، والذي أرخت قريش بوفاته، ولم تقم سوقًا بمكة ثلاثًا لحزنها عليه، وهو أبو أبو جهل،[9] و«هاشم» جد الصحابي عمر بن الخطاب لأمه.
- جدته لأمه: فاختة[13] بنت عامر بن معتب بن مالك بن كعب بن عمرو بن سعد بن عوف بن ثقيف بن منبه بن بكر بن هوازن[14] بن منصور بن عكرمة بن خَصفة بن قيس عيلان بن مضر،[15] وعمها هو مسعود بن معتب قائد ثقيف وقيس عيلان في حرب الفجار،[16] وابن عمها هو الصحابي عروة بن مسعود الثقفي.[17] وفيه نزلت: ﴿وَقَالُوا لَوْلَا نُزِّلَ هَذَا الْقُرْآنُ عَلَى رَجُلٍ مِنَ الْقَرْيَتَيْنِ عَظِيمٍ ۝٣١﴾ [الزخرف:31]. وهو عظيم الطائف.[18]
- إخوته: ستة أخوة وقيل تسعة بين ذكور وإناث،[19] منهم الصحابيان الوليد بن الوليد وهشام بن الوليد، إضافة إلى عمارة بن الوليد الذي عرضته قريش بدلاً على أبي طالب ليسلمهم محمدًا، وهو ما رفضه أبو طالب.[20]
- قبيلته: بنو مخزوم وهي البطن الذي كان له أمر القبة التي كانت تضرب ليجمع فيها ما يجهّز به الجيش، وأعنة الخيل وهي قيادة الفرسان في حروب قريش.[21] كان لمخزوم عظيم الأثر في قريش، فقد كانوا في ثروتهم وعدتهم وبأسهم من أقوى بطون قريش وهو ما كان له أثره في اضطلاعهم وحدهم ببناء ربع الكعبة بين الركنين الأسود واليماني، واشتركت قريش كلها في بناء بقية الأركان،[22] وقد اشتهر منهم الكثير في الجاهلية والإسلام ومنهم الشاعر عمر بن أبي ربيعة والتابعي سعيد بن المسيب.

## نشأته
وفقًا لعادة أشراف قريش، أرسل خالد إلى الصحراء، ليربّى على يدي مرضعة ويشب صحيحًا في جو الصحراء. وقد عاد لوالديه وهو في سن الخامسة أو السادسة. مرض خالد خلال طفولته مرضًا خفيفًا بالجدري، لكنه ترك بعض الندبات على خده الأيسر. وتعلم خالد الفروسية كغيره من أبناء الأشراف، ولكنه أبدى نبوغًا ومهارة في الفروسية منذ وقت مبكر، وتميز على جميع أقرانه، كان خالد صاحب قوة مفرطة كما عُرف بالشجاعة والجَلَد والإقدام، والمهارة وخفة الحركة في الكرّ والفرّ. واستطاع «خالد» أن يثبت وجوده في ميادين القتال، وأظهر من فنون الفروسية والبراعة في القتال ما جعله من أفضل فرسان عصره.

## صفته
كان خالد طويلاً بائن الطول، عظيم الجسم والهامة، يميل إلى البياض، كث اللحية، شديد الشبه بعمر بن الخطاب، حتى أن ضعاف النظر كانوا يخلطون بينهما.

## خالد في عهد الرسول محمد

### قبل إسلامه
لا يعرف الكثير عن خالد خلال فترة الدعوة للإسلام في مكة. وبعد هجرة الرسول من مكة إلى المدينة المنورة، دارت العديد من المعارك بين المسلمين وقريش. لم يخض خالد غزوة بدر أولى المعارك الكبرى بين الفريقين، والتي وقع فيها شقيقه الوليد أسيرًا في أيدي المسلمين. وذهب خالد وشقيقه هشام لفداء الوليد في يثرب، إلا أنه وبعد فترة قصيرة من فدائه، أسلم الوليد وهرب إلى يثرب.
كانت غزوة أحد أولى معارك خالد في الصراع بين القوتين، والتي تولى فيها قيادة ميمنة القرشيين. لعب خالد دورًا حيويًا لصالح القرشيين، فقد استطاع تحويل دفة المعركة، بعدما استغل خطأ رماة المسلمين، عندما تركوا جبل الرماة لجمع الغنائم بعد تفوق المسلمين في بداية المعركة. انتهز خالد ذلك الخطأ ليلتف حول جبل الرماة ويهاجم بفرسانه مؤخرة جيش المسلمين، مما جعل الدائرة تدور على المسلمين، وتحوّل هزيمة القرشيين إلى نصر.
شارك خالد أيضًا في صفوف الأحزاب في غزوة الخندق، وقد تولى هو وعمرو بن العاص تأمين مؤخرة الجيش في مائتي فارس، خوفًا من أن يتعقبهم المسلمون. كما كان على رأس فرسان قريش الذين أرادوا أن يحولوا بين المسلمين ومكة في غزوة الحديبية.

### إسلامه
بينما كان المسلمون في مكة لأداء عمرة القضاء في العام السابع الهجري، وفقًا للاتفاق الذي أبرم في صلح الحديبية، أرسل الرسول إلى الوليد بن الوليد، وسأله عن خالد، قائلاً له: «ما مثل خالد يجهل الإسلام، ولو كان جعل نكايته وحده مع المسلمين على المشركين كان خيرًا له، ولقدمناه على غيره.» أرسل الوليد إلى خالد برسالة يدعوه فيها للإسلام إدراكاً لما فاته. وافق ذلك الأمر هوى خالد، فعرض على صفوان بن أمية ثم على عكرمة بن أبي جهل الانضمام إليه في رحلته إلى يثرب ليعلن إسلامه، إلا أنهما رفضا ذلك. ثم عرض الأمر على عثمان بن طلحة العبدري، فوافقه إلى ذلك. وبينما هما في طريقهما إلى يثرب، التقيا عمرو بن العاص مهاجرًا ليعلن إسلامه، فدخل ثلاثتهم يثرب في صفر عام 8 هـ معلنين إسلامهم، وحينها قال الرسول: «إن مكة قد ألقت إلينا أفلاذ كبدها».
فلما وصل المدينة المنورة، قصّ خالد على أبي بكر رؤيا رآها في منامه، كأنه في بلاد ضيقة مجدبة، فخرج إلى بلاد خضراء واسعة، ففسرها له أبو بكر: «مخرجك الذي هداك الله للإسلام، والضيق الذي كنت فيه من الشرك».

### سيف الله المسلول
في عام 8 هـ، وجّه الرسول جيشًا لقتال الغساسنة، بعد أن اعترض شرحبيل بن عمرو الغساني عامل قيصر الروم على البلقاء الحارث بن عمير الأزدي رسول الرسول محمد إلى صاحب بصرى، وقتله. انضم خالد حديث العهد بالإسلام إلى ذلك الجيش ذي الثلاث آلاف مقاتل. اختار النبي زيد بن حارثة لقيادة الجيش، على أن يخلفه جعفر بن أبي طالب إن قتل، ثم عبد الله بن رواحة إن قتل جعفر، وإن قتل الثلاثة يختار المسلمون قائدًا من بينهم.
عند وصول الجيش إلى مؤتة، وجد المسلمون أنفسهم أمام جيش من مائتي ألف مقاتل نصفهم من الروم والنصف الآخر من الغساسنة. فوجئ المسلمون بالموقف، وأقاموا لليلتين في معان يتشاورون أمرهم. أشار البعض بأن يرسلوا للرسول ليشرحوا له الموقف، وينتظروا إما المدد أو الأوامر الجديدة. عارض ابن رواحة ذلك، وأقنع المسلمين بالقتال. بدأت المعركة، وواجه المسلمون موقفًا عصيبًا، حيث قتل القادة الثلاثة على التوالي، عندئذ اختار المسلمون خالدًا ليقودهم في المعركة. صمد الجيش بقية اليوم، وفي الليل نقل خالد ميمنة جيشه إلى الميسرة، والميسرة إلى الميمنة، وجعل مقدمته موضع الساقة، والساقة موضع المقدمة. ثم أمر طائفة بأن تثير الغبار ويكثرون الجلبة خلف الجيش حتى الصباح. وفي الصباح، فوجئ جيش الروم والغساسنة بتغيّر الوجوه والأعلام عن تلك التي واجهوها بالأمس، إضافة إلى الجلبة، فظنوا أن مددًا قد جاء للمسلمين. عندئذ أمر بالانسحاب وخشي الروم أن يلاحقوهم، خوفًا من أن يكون الانسحاب مكيدة. وبذلك، نجح خالد في أن يحفظ الجيش من إبادة شاملة. حارب خالد ببسالة في غزوة مؤتة، وكسرت في يده يومئذ تسعة أسياف. وبعد أن عاد إلى يثرب، أثنى عليه الرسول ولقّبه بسيف الله المسلول.
وبعد شهور، نقضت قريش أحد شروط الصلح، عندما هاجم بكر بن مناة بن كنانة حلفاء قريش بني خزاعة حلفاء الرسول. عندئذ توجه الرسول في جيش من عشرة آلاف مقاتل إلى مكة، وقسم الجيش إلى أربعة أقسام تولى بنفسه قيادة أحدها وأمّر الزبير بن العوام وسعد بن عبادة وخالد بن الوليد على الثلاثة الأخرى، وأمرهم أن يدخلوا مكة كلٌ من باب. فدخلوها كل من الباب الموكل إليه، ولم يلق أحدهم قتالاً إلا كتيبة خالد، حيث قاتله عكرمة بن أبي جهل وسهيل بن عمرو وصفوان بن أمية في جند جمعوه لقتال المسلمين، واستطاع خالد أن يظفر بهم، وقتل منهم عددًا. ثم أرسله الرسول في سرية من ثلاثين فارسًا لهدم العزى صنم جميع بني كنانة، فهدمها ثم رجع إلى الرسول، فأخبره فسأله الرسول إن كان قد رأى شيئًا، فرد بالنفي، فطلب منه الرسول أن يعود لأنه لم يهدمها. فرجع خالد وهو متغيظ فجرد سيفه، فخرجت إليه امرأة عريانة سوداء ناشرة الرأس، فضربها خالد فشقها نصفين ورجع إلى الرسول. فأخبره فقال: «نعم تلك العزى، وقد يئست أن تعبد ببلادكم أبدا!». وكان موضع العزى ومقر عبادتها في شِعب يعرف بشعب سُقام إلى الشمال الشرقي من مكة اتخذه المشركون حمىً لها.

### سرية خالد بن الوليد إلى بني جذيمة
بعد الفتح، أرسل الرسول السرايا لدعوة القبائل إلى الإسلام، فأرسل خالد بن الوليد قائدًا على 350 من المهاجرين والأنصار وبني سليم في سرية إلى «بني جذيمة بن عامر بن عبد مناة بن كنانة»، ولم يأمره بقتال. وهنا كانت أول زلاّت خالد حيث قاتلهم، وأصاب منهم، رغم معارضة من كان معه من الصحابة، ومنه سالم مولى أبي حذيفة وعبد الله بن عمر بن الخطاب، فلما وصل الخبر إلى الرسول رفع يديه إلى السماء ثم قال: «اللهم إني أبرأ إليك مما صنع خالد بن الوليد». وأرسل الرسول عليًا إلى بني جذيمة، لدفع ديّة قتلاهم.
ورغم هذا الخطأ، أشركه الرسول بعد ذلك في غزوة حنين، حيث جعله الرسول يومئذ قائدًا على بني سليم، وأصيب يومها إصابات بليغة. كما شارك خالد أيضًا في غزوة تبوك تحت قيادة الرسول، ومن هناك أرسله الرسول في سرية إلى دومة الجندل، فدخلها وأسر صاحبها أكيدر بن عبد الملك الذي صالحه الرسول على الجزية، وهدم صنمهم «وُدّ». في عام 10 هـ، بعث الرسول خالد بن الوليد في شهر ربيع الأول في سرية من أربعمائة مقاتل إلى بني الحارث بن كعب بنجران، وأمره أن يدعوهم إلى الإسلام قبل أن يقاتلهم ثلاثًا، فإن استجابوا له يقبل منهم ويقيم فيهم ويعلمهم دينهم، وإن لم يفعلوا يقاتلهم. لبّى بنو الحارث بن كعب النداء وأسلموا، فأقام خالد فيهم يعلمهم الإسلام. ثم كتب خالد إلى الرسول بذلك، فأمره أن يقيم فيهم يعلمهم، ثم ليقبل معه وفدهم، فوفدوا عليه يعلنون إسلامهم.

## خالد في عهد أبي بكر وعمر

### حروب الردّة

#### بنو أسد وطليحة بن خويلد
بعد وفاة الرسول، انتقضت معظم القبائل العربية عدا أهل مكة والطائف والقبائل المجاورة لمكة والمدينة والطائف على خلافة أبي بكر الخليفة الجديد للمسلمين. اختلفت أسباب الانتقاض، فمنهم من ارتد عن الإسلام، ومنهم من ظل على دين الإسلام مع رفضهم أداء فريضة الزكاة، ومنهم من التف حول مدعي النبوة في القبائل العربية.
استغل مانعو الزكاة من قبائل عبس وذبيان وغطفان خروج بعث أسامة بن زيد الذي كان قد أوصى به الرسول قبل وفاته، وحاولوا مهاجمة المدينة. وبعد أن استطاع الخليفة أبو بكر الصديق صد الهجوم، وإرساله من يطارد فلول المنهزمين، عقد أبو بكر أحد عشر لواءً لمحاربة المرتدين ومانعي الزكاة في جميع أرجاء جزيرة العرب. أمّر أبو بكر خالد بن الوليد على أحد تلك الجيوش قوامه 4,000 مقاتل، ووجهه إلى إخضاع طيئ ثم محاربة مدعي النبوة طليحة بن خويلد وقبيلته بني أسد، ثم التوجه لإخضاع بني تميم. إلا أنه وقبل أن يتحرك الجيش، وصل عدي بن حاتم الطائي بأموال زكاة طيء، لتنضم بذلك طيء لجيش خالد.

خط سير خالد بن الوليد في حروب الردة.

اجتمعت قبائل أسد وفزارة وسليم وفلول عبس وذبيان وبكر حول طليحة بن خويلد الذي ادعى النبوة. توجه إليهم خالد بجيشه، واشتبك معهم في بُزاخة، وهزمهم وفرّ طليحة إلى الشام. أمر خالد بعد ذلك بمطاردة فلول المنهزمين، ثم أمر بإحراق الأسرى بالنيران ونكّل بهم، وأرسل رؤساءهم مكبّلين بالأصفاد إلى الخليفة لينظر ماذا يفعل بهم، لما ألحقوا بمن بقوا على دينهم من أذى، وليكون ذلك ردعًا لمن سيلقاه بعد ذلك.
التفت الفلول حول أم زمل التي كانت لها ثارات عند المسلمين، فقد قتل زيد بن حارثة أمها أم قرفة في سريته إلى بني فزارة، لتحريضها قومها على قتال المسلمين. فقاتلهم خالد في معركة كبيرة في ظفر، وهزمهم وقتل أم زمل.

#### بنو تميم
توجه خالد بعد ذلك بجيشه إلى بني تميم. لم تكن بنو تميم على موقف واحد، فمنهم بطون إيتاء الزكاة وإتباع خليفة رسول الله، ومنهم من رأى عكس ذلك، وبقي فريق ثالث في حيرة من أمرهم. فلما وصل جيش خالد البطاح وهي منزل بنو يربوع، لم يجد بها أحدًا. كان سيدهم مالك بن نويرة ممن كانوا تحيروا في أمرهم، وكان قد أمر قومه بأن يتفرقوا. بثّ خالد السرايا، وأمرهم بأن يأتوه بكل من لم يجب داعية الإسلام، وإن امتنع أن يقتلوه. وكان قد أوصاهم أبو بكر أن يؤذّنوا إذا نزلوا منزلاً، فإن أذن القوم فكفوا عنهم وإن لم يؤذنوا فاقتلوا، وإن أجابوكم إلى داعية الإسلام فسائلوهم عن الزكاة، فإن أقروا فاقبلوا منهم وإن أبوا فقاتلوهم. عندئذ، جاءه الجند بمالك بن نويرة في جماعة من قومه، اختلفت السرية فيهم، فشهد أبو قتادة الأنصاري أنهم أقاموا الصلاة، وقال آخرون: إنهم لم يؤذنوا ولم يصلوا. تم أسر مالك ابن النويرة وجيئ به إلى خالد، أمر خالد بقتل ابن نويرة، واختلف الرواة في سبب قتل خالد مالكًا، فمنهم من قال أن الأسرى قتلوا لأن الليلة كانت باردة، وقد أمر خالد بأن يدفئوا الأسرى، وكانت تعني في لغة كنانة القتل، فقتلهم الحراس. ومنهم من قال أنه دارت بين خالد ومالك حوارًا استنتج منه خالد أن مالكًا ينكر الزكاة، بعدما قال الأخير: «أنا آتي بالصلاة دون الزكاة»، ليرد خالد ويقول: «أما علمت أن الصلاة والزكاة معاً؟ لا تُقبل واحدة دون الأخرى؟»، فقال له ابن النويرة: «قد كان صاحبكم يقول ذلك» ولم يقل نبي الله أو رسول الله، فرد عليه خالد: «أوما تراه صاحباً لك! والله لقد هممت أن أضرب عنقك بهذه الكلمة»، فقال ابن النويرة: «أو بذلك أمرك صاحبك؟» ليتضح لخالد بأن مالك ابن النويرة مرتد فعلاً، وذلك بتحذيره عدة مرات قبل أن يقوم بقتله بأن يدفع الزكاة وبأن لا يسمي النبي بهذه الصيغة التي تبين ردته عن الإسلام، إلى أن مالك أبى بكلا الأمرين، فقتله ضرار ابن الأزور بأمر من خالد. وفي نفس ليلة مقتل مالك، تزوج من أم تميم ليلى بنت المنهال زوجة مالك على أنها سبية، والسبي كان من الأمور المتعارف عليها في الحروب عند المسلمين والكفار، وهذا الزواج أنكره العديد من الصحابة، حتى أن أبو قتادة ترك الجيش وعاد إلى المدينة بسبب خلاف مع خالد ، مقسمًا ألا يجمعه لواء مع خالد بن الوليد. استنكر الصحابة في المدينة فعل خالد، وأرسل أبو بكر في طلب خالد. كان عمر بن الخطاب ممن أغضبه فعل خالد، حتى أنه طلب من الخليفة أن يعزل هذا الأخير، إلا أن أبا بكر رفض ذلك، قائلاً: «ما كنت لأشيم سيفًا سلّه الله على الكافرين». عنّف أبو بكر خالدًا على فعله، ثم صرفه إلى جيشه، وودي مالكًا وردّ سبي بني يربوع.

#### مسيلمة الكذاب

شعار المسلمين الذي جعل ينادي به خالد بن الوليد في معركة اليمامة.

ادعى مسيلمة بن حبيب النبوة، واستطاع أن يجمع حوله أربعين ألفًا من قومه بني حنيفة وغيرهم، ممن أقروا بنبوته. وكان في شهادة «الرجَّال بن عنفوة» الذي كان الرسول قد بعثه مع وفد بني حنيفة، حين وفدوا عليه ليعلنوا إسلامهم في عام الوفود ليعلمهم الدين، بأن محمدًا قد أشركه في النبوة، أكبر الدعم له في ادعائه، مما زاد من خطورة فتنته على المسلمين. لذا، فقد وجّه له أبو بكر لواءً بقيادة عكرمة بن أبي جهل، ثم أردفه بلواء آخر بقيادة شرحبيل بن حسنة.
تسرّع عكرمة في قراره بمواجهة جيش مسيلمة وحده قبل أن يدركه جيش شرحبيل بن حسنة، مما عرّضه لهزيمة نكراء. حين وصل شرحبيل بجيشه، أدرك صعوبة الموقف، لذا أرسل للخليفة ليُعلمه بما كان. حينئذ، كان خالد قد فرغ من أمر بني تميم، فأمره أبو بكر بالتوجه من البطاح إلى اليمامة، لقتال مسيلمة الكذاب متنبي بني حنيفة. حين وصل خالد بجيشه إلى ثنية اليمامة، أدرك جيشه سرية من بني حنيفة، فأمر بقتلهم واستبقى رئيسهم مجاعة بن مرارة، لعله يخلُص منه بما ينفعه، وقيّده بالحديد في خيمته، وجعل على حراسته زوجته أم تميم.
نزل مسيلمة بجيشه في عقرباء على أطراف اليمامة. ثم التقى الجمعان، وكانت الغلبة في البداية لبني حنيفة، فتراجع المسلمون حتى دخلوا فسطاط خالد، وكادوا أن يبطشوا بأم تميم لولا أن أجارها مجاعة بن مرارة، لما وجد منها من حسن معاملة. حينئذ، ثارت الحمية في قلوب المسلمين، فأظهر المهاجرون والأنصار بطولاتٍ قلبت دفة المعركة لصالحهم، فتقهقرت بنو حنيفة يحتمون بحديقة مسوّرة منيعة الجدران تسمى بـ «حديقة الرحمن». أدرك المسلمون أنهم إن لم يسرعوا بالظفر بهم، فقد يطول الحصار، فطلب البراء بن مالك من رفقائه أن يحملوه ليتسوّر الحديقة وتبعه بعض زملائه، واستطاعوا فتح باب الحديقة، وأعمل المسلمون القتل في بني حنيفة، وقتل وحشي بن حرب مسيلمة، مما فتّ في عضد بني حنيفة. ومن يومها، أصبحت الحديقة تسمى «بحديقة الموت».
بعد أن انتهت المعركة تحرك خالد بجيشه، ليفتح حصون اليمامة، وكان خالد قد وثق بمجاعة لإجارته لأم تميم. وكان مجاعة قد أرسل للحصون التي لم يكن بها سوى النساء والأطفال والشيوخ ومن لا يستطيعون القتال بأن يلبسوا الدروع. أقنع مجاعة خالدًا بأن الحصون مملوءة بالرجال، ونظر خالد فوجد جيشه قد أنهكته الحروب، وقتل منه الكثير حتى أنه قُدر قتلى المسلمون يوم اليمامة بمائتين وألف منهم 360 من المهاجرين والأنصار، لذا رأى خالد أن يصالحهم على أن يحتفظ المسلمون بنصف السبي والغنائم. عندئذ طلب منه مجاعة أن يذهب ليعرض على قومه الأمر، ثم عاد زاعمًا بأنهم لم يقبلوا العرض، فخفّضه خالد إلى الربع. وحين دخل المسلمون الحصون، لم يجد المسلمون سوى النساء والأطفال والعجزة، غضب خالد لخداعه، إلا أنه وجدها شجاعة من مجاعة، استطاع بها أن يحفظ بها من بقي من قومه، فأجاز الصلح.
بعد أن تم لخالد النصر، طلب من مجاعة أن يزوجه ابنته، فلبّى مجاعة طلبه. تسبب ذلك في إثارة غضب الخليفة وكبار الصحابة، لأنه لم يختر الوقت المناسب لذلك، فقد كانت المدينة في حالة حزن على فقدانهم لألف ومائتي شهيد بينهم 39 من حفظة القرآن الكريم، وهو ما استدعى جمعهم للقرآن. أرسل أبو بكر لخالد فعنّفه أشد مما عنفه يوم زواجه من أم تميم، فتألم خالد لغضب أبي بكر. بعد اليمامة، انتهت مهمة خالد في حروب الردة، فاتخذ له بيتًا في أحد أودية اليمامة عاش فيه مع زوجتيه.

### دوره في فتح العراق
مع انتهاء حروب الردة، بلغ أبا بكر أن المثنى بن حارثة الشيباني ورجال من قومه أغاروا على تخوم فارس حتى بلغ مصب دجلة والفرات، فسأل عنه فأثنى عليه الصحابة. ولم يلبث أن أقبل المثنى على المدينة، طالبًا منه أن يستعمله على من أسلم من قومه، فأقر له أبو بكر بذلك.

معارك خالد بن الوليد في فتح العراق.

رأى أبو بكر بأن يمدّ المثنى بمدد ليتابع غزواته، لذا أمر خالد بأن يجمع جنده في اليمامة، وألا يستكره أحدًا منهم، ويتوجه إلى العراق. كما أمر عياض بن غنم بأن يتوجه إلى دومة الجندل ليخضع أهلها، ثم يتوجه إلى الحيرة، وأيهما بلغ الحيرة أولاً تكون له القيادة. وجد خالد أن جيشه قد قلّ عدده، فطلب المدد من الخليفة، فأمدّه بالقعقاع بن عمرو التميمي. تعجّب الناس من هذا المدد، فقال لهم أبو بكر: «لا يُهزم جيش فيه مثل هذا».
أدرك خالد المثنى قبل أن يصل إليه عياض بعشرة الآف مقاتل، لينضم إليه ثمانية الآف مقاتل هم جند المثنى. كانت أول معارك خالد في العراق أمام جيش فارسي بقيادة «هرمز» في معركة ذات السلاسل. في بداية المعركة، طالب هرمز أن يبارز خالد، وكان قد دبّر مكيدة بأن يتكاتل عليه جنده فيقتلوه، فيفتّ ذلك في عضد المسلمين فينهزموا. لم يعط هرمز خالد قدره، فقد قتله خالد قبل أن تكتمل المكيدة، وأدرك القعقاع جند الفرس قبل أن يغدروا بخالد، ليثبت بذلك للمسلمين صحة وجهة نظر الخليفة فيه. بعد ذلك، شدّ المسلمون على الفرس وهزموهم، وأمر خالد المثنى بمطاردة الفلول. استمر المثنى يطارد الفلول، إلى أن ترامى إلى أذنه زحف جيش آخر بقيادة «قارن بن قريانس»، فأرسل إلى خالد، فلحقه خالد بالجيش، والتحم الجيشان وللمرة الثانية يهزم جيش خالد جيشًا فارسيًا ويقتل قادته في معركة عرفت بمعركة المذار.

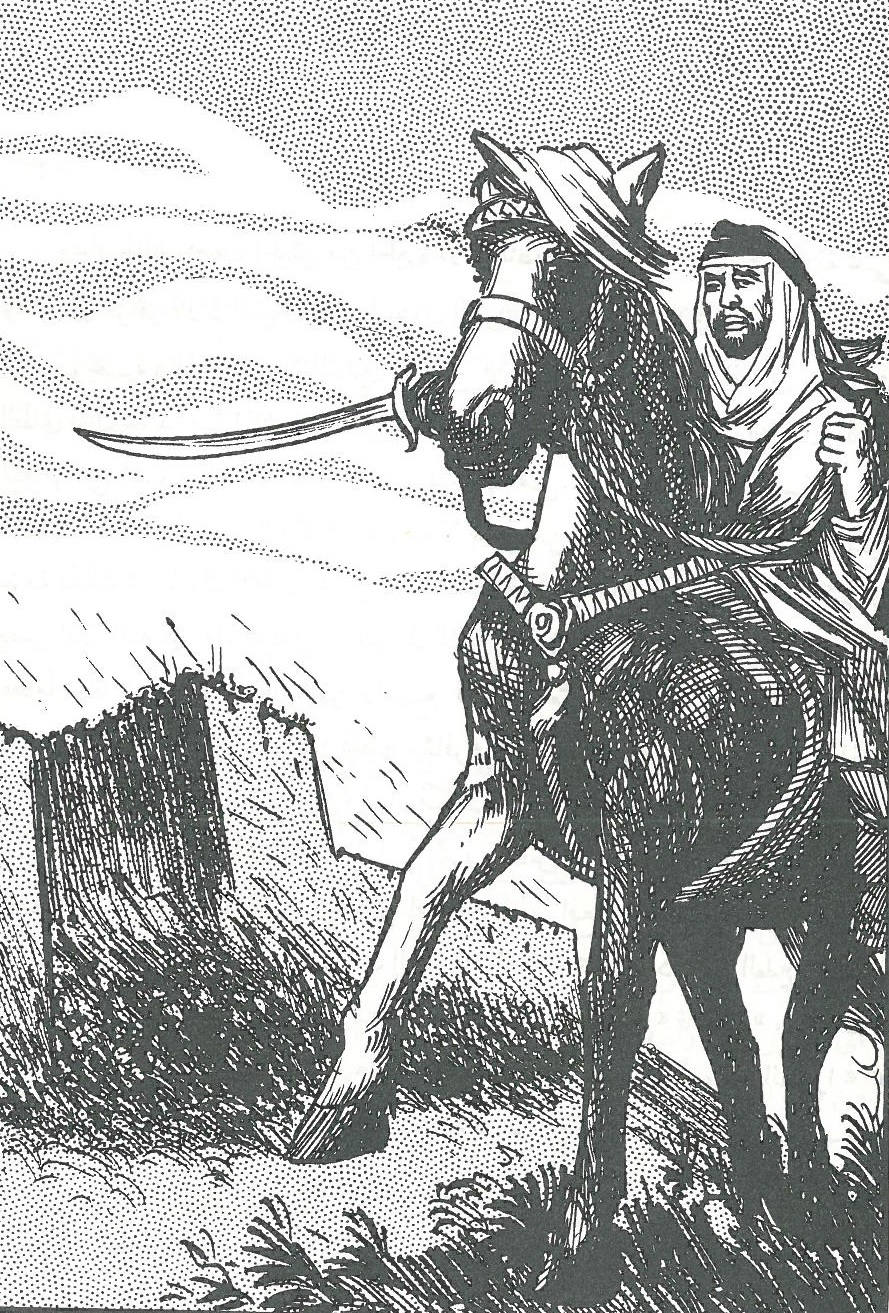
رسم تخيُلي لِخالد بن الوليد أثناء حصار الأنبار.

أدرك الفرس صعوبة موقفهم، فقرروا أن يستعينوا بأوليائهم من العرب من بني بكر بن وائل، والتقى الجيشان في معركة الولجة والتي استخدم فيها خالد نسخة مطورة من تكتيك الكماشة، حيث استخدم مجموعتين من الجند ليكمنوا للفرس. استثارت الهزيمة غضب الفرس وأولياءهم من العرب، فاجتمعوا في أُلّيس بجيش عظيم، واشتبك معهم جيش المسلمين في معركة عظيمة تأرجحت وطالت بين الفريقين، فتوجه خالد بالدعاء إلى ربه، ونذر أن يجري النهر بدماء أعدائه إن انتصر المسلمون. في النهاية، انتصر المسلمون وفر الفرس والعرب، وأمر خالد بأسرهم، ليبرّ بنذره. ثم أمر بحبس النهر، وضرب رقاب الأسرى ثم أجرى النهر فتحوّل دمًا.
كانت الخطوة التالية لتأمين النصر هي فتح الحيرة عاصمة العراق العربي، فتوجه بجيشه إليها وحاصرها، ولما لم يجدوا مهربًا قبلوا بأن يؤدوا الجزية. وبعد أن أراح جيشه، سار خالد على تعبئته إلى الأنبار وعلى مقدمته الأقرع بن حابس، فحاصرها وقد تحصن أهل الأنبار وخندقوا حولهم، فطاف خالد بالخندق بحثًا عن أضيق مكان فيه، ثم أمر بنحر ضعاف الإبل وإلقائها في ذلك الموضع، وعبر عليها جيشه ففتح بذلك الحصن. اتجه خالد بعد ذلك إلى عين التمر، حيث واجه جيشًا من الفرس والعرب من قبائل بني النمر بن قاسط وتغلب وإياد بقيادة «عقة بن أبي عقة» في معركة عين التمر وانتصر عليهم، وبذلك أصبح معظم العراق العربي تحت سيطرة المسلمين.
كان عياض بن غنم ما زال في حربه في دومة الجندل منذ بعثه الخليفة لقتالهم، حيث طال حصاره لعام ولم يظفر بهم. يأس الخليفة من الموقف، فأمده بالوليد بن عقبة، وحين وصل إليه الوليد أيقن صعوبة موقف عياض، فأشار عليه بأن يرسل إلى خالد بن الوليد يستنصره. لم يتردد عياض فأرسل لخالد، وكان قد همّ بالرحيل عن عين التمر. لذا، فقد توجه خالد إليه بجيشه، فجعل دومة بينه وبين جند عياض، ونجح في افتضاض الحصن في معركة دومة الجندل. انتهز أهل العراق فرصة غياب خالد، فثاروا على الحاميات الإسلامية، ووصل الخبر لخالد في دومة الجندل، فلم يطق البقاء وعاد واستطاع اخضاعهم مرة أخرى في معارك المصّيخ والثني والزميل.
واصل خالد زحفه شمالاً حتى بلغ الفراض، وهي موقع على تخوم العراق والشام، وأقام فيها شهرًا لا يفصله عن الروم سوى مجرى الفرات. أرسل قائد الروم لخالد يطالبه بالاستسلام، إلا أن خالد قال له أنه ينتظره في أرض المعركة. ثم بعث إليه الروم يخيرونه إما أن يعبر إليهم أو يعبروا إليه، فطالبهم بالعبور. استغل خالد عبور الروم إليه، وحاصرهم بجناحيه مستغلاً وجود النهر خلفهم، وهزمهم هزيمة ساحقة. كانت معركة الفراض آخر معارك خالد بن الوليد في العراق. أمر خالد جيشه بالعودة إلى الحيرة، وقرر أن يؤدي فريضة الحج في سرّية تامة دون حتى أن يستأذن الخليفة. وبعد أن أتم حجه علم الخليفة فلامه ونهاه عن تكرار فعله مرة أخرى.

### دوره في فتح الشام

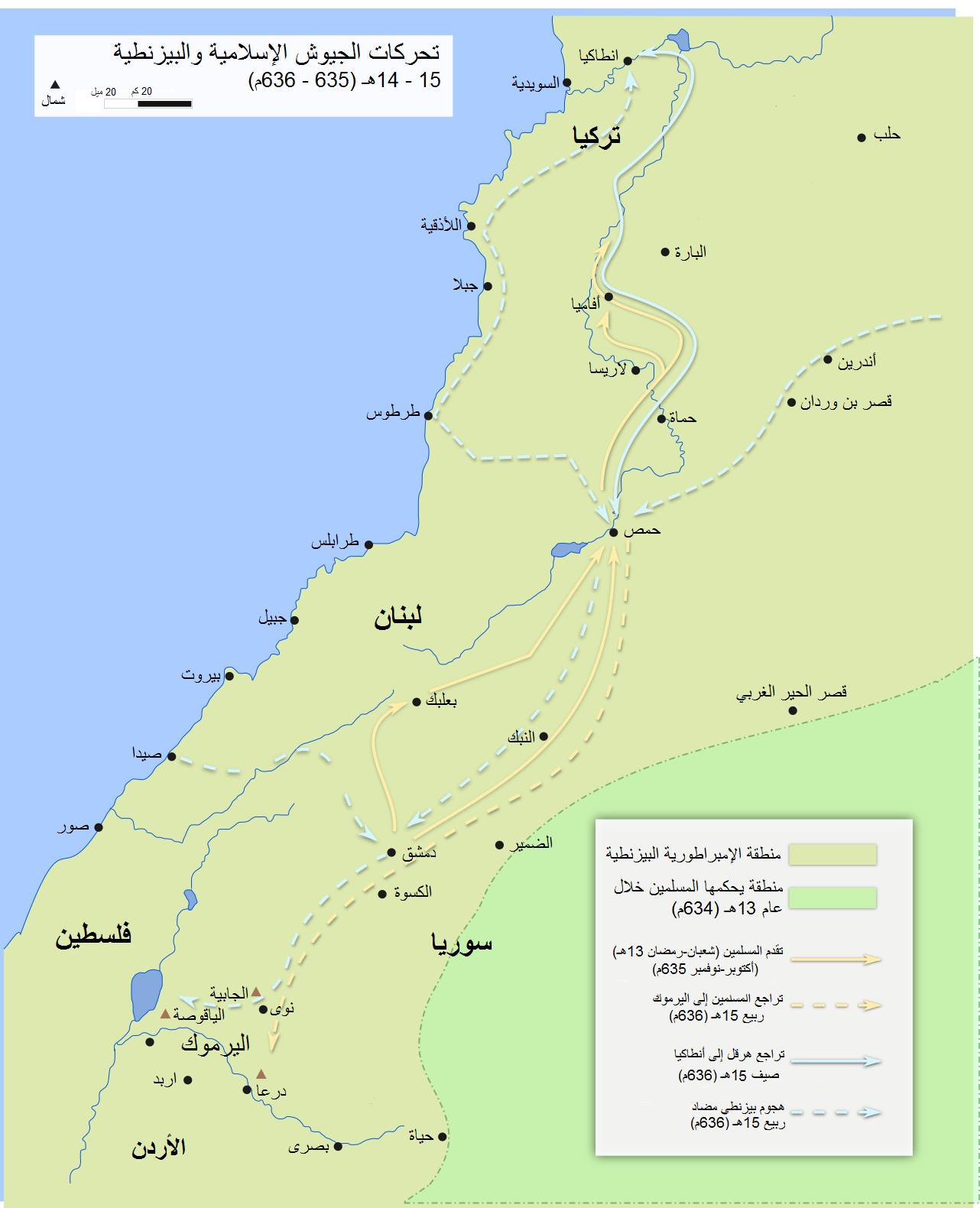
تحركات القوات الإسلامية والبيزنطية قبل معركة اليرموك. وقد بينت البلدان الحديثة.

بعد أن افتتح المسلمون دومة الجندل، أصبح الطريق ممهدًا للتحرك لغزو الشام. أرسل خالد بن سعيد قائد المسلمين على تخوم الشام إلى أبي بكر يستأذنه في منازلة الروم. وبعد أن استشار أبو بكر أهل الرأي، شجّعته انتصارات المسلمين في العراق على الإقدام على خطوة مشابهة في الشام، فأذن لخالد بن سعيد. لم يحالف الحظ جيش خالد بن سعيد بعد أن نجح الروم في استدراجه وهزموا جيشه، وفر في كتيبة من جنده بعد مقتل ابنه، تاركًا عكرمة يتقهقر بالجيش.
لم يُضعف ذلك من عزم الخليفة، فوجّه أربعة جيوش دفعة واحدة إلى الشام، بقيادة أبي عبيدة الجراح ويزيد بن أبي سفيان وشرحبيل بن حسنة وعمرو بن العاص ووجه كل منهم لوجهة مختلفة، إلا أن الروم جيّشوا لهم في كل موضع جيوشًا تفوقهم عددًا. وجد القادة أنهم إن قاتلوا منفردين فسيهزمون لا محالة، لذا أرسل أبو عبيدة إلى أبي بكر يطلب المدد. ضاق أبو بكر بالموقف، فقرر أن يرسل إلى خالد بن الوليد يأمره أن يستخلف المثنى بن حارثة الشيباني في نصف الجند، ويسير بالنصف الآخر إلى الشام ليمدّ جيوش المسلمين. ضاق خالد بالأمر، إذ كان يرجو أن يظل بالعراق حتى يفتح المدائن، إلا أنه امتثل للأمر.
كان أمام خالد طريقان للوصول لقوات المسلمين في الشام، الأول عبر دومة الجندل، والثاني يمر بالرقة. ولما كانت حاجة قوات المسلمين في الشام ملحّة لمدده، تجنب خالد طريق دومة الجندل لطوله، وقد استغرق أسابيع للوصول إلى الشام. كما قرر أن يتجنب الطريق الآخر لأنه سيمر على الحاميات الرومانية في شمال الشام. اختيار خالد طريقًا وعرًا لكنه أقصر عبر بادية الشام. اتخذ خالد من «رافع بن عميرة الطائي» دليلاً له حيث نصحهم بالاستكثار من الماء، لأنهم سيسيرون لخمس ليال دون أن يردوا بئرًا. استخدم خالد بطون الإبل لتخزين الماء لشرب الجياد، وبذلك نجح خالد في اجتياز بادية الشام في أقصر وقت ممكن. ثم أخضع الغساسنة بعد أن قاتلهم في مرج راهط، ومنها انحدر إلى بصرى ففتحها.
وعندئذ جاءته الأنباء بأن جيشًا روميّا قد احتشد في أجنادين، فأمر خالد جيشه بالتوجه إلى أجنادين، وراسل قادة الجيوش الأخرى بموافاته في أجنادين. ولما تم اجتماعهم هناك، جعل أبو عبيدة بن الجراح على المشاة في القلب، ومعاذ بن جبل على الميمنة، سعيد بن عامر بن جذيم القرشي على الميسرة، وسعيد بن زيد على الخيل. بدأت المعركة بمهاجمة ميسرة الروم لميمنة المسلمين، ولكن معاذ بن جبل ورجاله صمدوا أمام الهجوم، ثم شنت ميمنة الروم هجومًا على ميسرة المسلمين، فثبتوا كذلك. عند ذلك أمر قائد الروم برمي الأسهم، عندئذ بدأ هجوم المسلمين، واستبسلوا ففر الروم منهزمين.

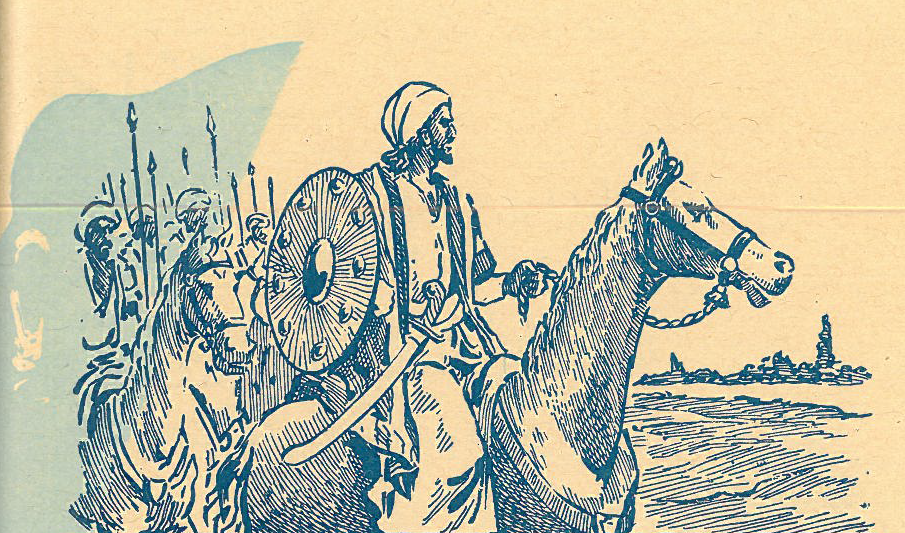
خالد على رأس جيش المسلمين في اليرموك.

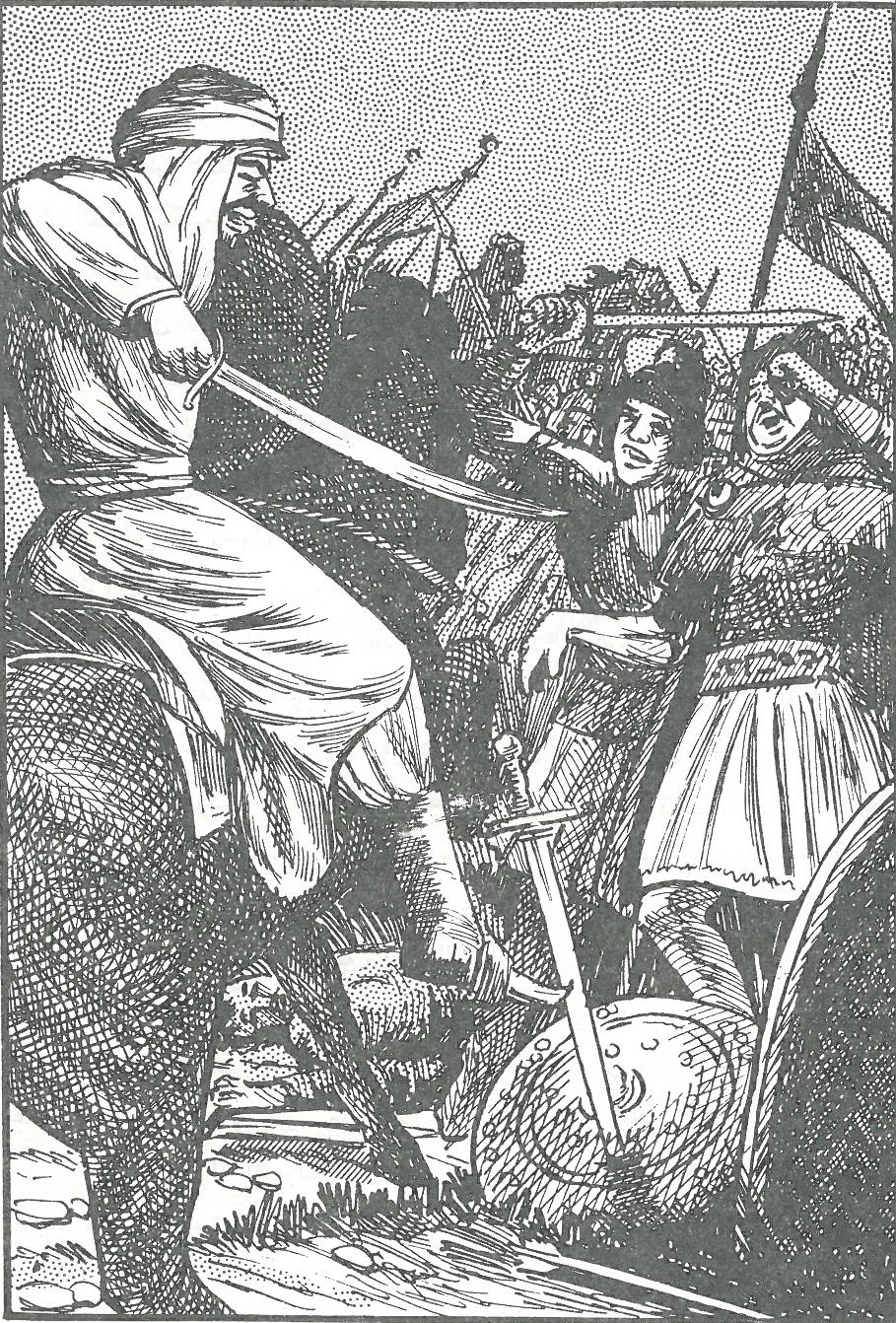
رسم تخيُلي لخالد بن الوليد وهو يُقاتل الروم في اليرموك.

ثم بلغ خالدا أن الروم قد حشدوا جيشًا آخر يشرف على 240 ألف جندي في اليرموك، فتوجهت جيوش المسلمين إليهم. وأظهر خالد أحد تكتيكاته الجديدة، فقسم جيشه فرقًا كل منها ألف رجل، وجعل على ميمنته عمرو بن العاص ومعه شرحبيل بن حسنة، وعلى الميسرة يزيد بن أبي سفيان، وعلى القلب أبا عبيدة، وجعل على رأس كل فرقة بطلاً من أبطال المسلمين أمثال القعقاع وعكرمة وصفوان بن أمية. ثم رسم خالد خطة لاستدراج الروم بعيدًا عن مواقعهم التي حفروا أمامها الخنادق فكلف عكرمة بن أبي جهل والقعقاع بن عمرو التميمي الهجوم بفرقتيهما فجرًا حتى يبلغا خنادق الروم وبعد ذلك يتظاهران بالانهزام ويتقهقران. ونفذ القائدان المهمة بنجاح، فلما رآهم الروم يتراجعون، هاجموهم . وأظهر المسلمون بسالة في القتال الذي استمر إلى الغروب. وأخيرًا تمكن المسلمون من الفصل بين فرسان الروم ومشاتهم، فأمر خالد بمحاصرة الفرسان. فلما ضاق فرسان الروم بالقتال وأصابهم التعب، فتح المسلمون أمامهم ثغرة أغرتهم بالخروج منها طالبين النجاة، تاركين المشاة لمصيرهم. اقتحم المسلمون عليهم الخنادق، وقتلوا منهم ألوفا. كان انتصار اليرموك بداية نهاية سيطرة الروم على الشام.
تفرقت الجيوش بعد ذلك، فتوجه كلٌ إلى وجهته التي كان أبو بكر قد وجهه إليها، فتوجه خالد مع أبي عبيدة إلى دمشق ففتحوها بعد حاصروها وصالحوا أهلها على الجزية. وبينما هم هناك إذ أقبل رسول يحمل خبر وفاة أبي بكر وتولي عمر بن الخطاب الخلافة، ومعه كتاب إلى أبي عبيدة يولّيه إمارة الجيش ويعزل خالدا، إلا أنه ظل تحت قيادة أبي عبيدة، كأحد قادته. وبعد أن إطمأن أبو عبيدة إلى مقام المسلمين، تقدم بقواته ومعه خالد إلى فحل، وقد كان قد أرسل بعض جنده لحصارها خلال محاصرته لدمشق، فهزم حاميتها ومن لجأ إليهم من جند الروم الفارين من أجنادين، وقد أظهر خالد بن الوليد وضرار بن الأزور يوم فحل بطولات ذكرها لهم المؤرخون.
كتب عمر بن الخطاب إلى أبي عبيدة يأمره بفتح حمص. انتهز هرقل قيصر الروم انشغال المسلمين في فحل، فأرسل جيشًا بقيادة توذر (تيودوروس) لاستعادة دمشق. وبينما كان جيش المسلمين في طريقهم إلى حمص، التقى الجيش البيزنطي في منتصف الطريق في مرج الروم. خلال الليل، أرسل توذر نصف جيشه إلى دمشق لشن هجوم مفاجئ على حامية المسلمين. وفي الصباح، وجد المسلمون أن جيش الروم قد قلّ عدده، فتوقع خالد أن يكون الروم قد وجهوا جزءاً من جيشهم لمهاجمة دمشق. استأذن خالد أبا عبيدة، وانطلق في فرقة من الفرسان ليدرك جيش الروم المتوجّه لدمشق. استطاع خالد أن يهزم هذا الجيش الرومي بعدما حُصر الروم بين قوات خالد وحامية المدينة. عاد خالد لينضم لقوات أبي عبيدة، وحاصر معه حمص إلى أن سلّم أهلها طالبين الصلح، فصالحهم أبو عبيدة على شروط وخراج صلح دمشق، ثم سلمت حماة واللاذقية وعلى نفس الشروط.
واجه عمرو بن العاص وشرحبيل بن حسنة صعوبات في مواجهة الروم في فلسطين وجنوب الشام، لذا أرسلا إلى عمر فأمر أبا عبيدة وخالد بالتوجه إليهم للدعم، واستطاعت قوات المسلمين تطهير البلاد ثم توجهوا إلى القدس آخر المعاقل البيزنطية في جنوب الشام، التي فرّ إليها العديد من الناجين من معركة اليرموك، وحاصروها. لم تقبل المدينة بالتسليم، إلا للخليفة شخصيًا. بعد القدس، توجه جيش أبو عبيدة وخالد، لاستكمال فتح شمال الشام. وجه أبو عبيدة خالد إلى قنسرين المدينة منيعة الحصون، فوجد بها جيشًا روميًا عظيمًا، فقاتلهم خالد وهزمهم في معركة قنسرين، وفرّت الفلول لتتحصن بالمدينة طالبين الصلح كصلح حمص، إلا أن خالد رفض ورأى أن يعاقبهم لمقاومتهم للمسلمين. لحق جيش أبوعبيدة بن الجراح بقوات خالد بن الوليد في قنسرين بعد فتحها ليتابعا زحفهما إلى حلب، حيث استطاعا فتحها.
كان الهدف التالي للمسلمين أنطاكية عاصمة الجزء الآسيوي من الإمبراطورية البيزنطية. وقبل أن يسيروا إليها، قرر أبو عبيدة وخالد عزل المدينة عن الأناضول، بالاستيلاء على جميع القلاع التي قد توفر الدعم الاستراتيجي إلى أنطاكية، وأهمها أعزاز في الشمال الشرقي من أنطاكية. وقد خاض الروم المدافعون عن أنطاكية معركة يائسة مع جيش المسلمين خارج المدينة بالقرب من نهر العاصي، لكنها انتهت بهزيمتهم، وتراجعهم إلى أنطاكية، فحاصرها المسلمون. فقد الروم الأمل في وصول المدد من الإمبراطور، فاستسلمت أنطاكية على أن يُسمح لجند الروم بالمرور إلى القسطنطينية بأمان.
وجّه أبو عبيدة خالد شمالاً، بينما توجّه جنوبًا وفتح اللاذقية وجبلة وطرطوس والمناطق الساحلية الغربية من سلسلة جبال لبنان الشرقية. استولى خالد على الأراضي حتى «نهر كيزيل» في الأناضول. قبل وصول المسلمين إلى أنطاكية، كان الإمبراطور هرقل قد غادرها إلى الرها، لترتيب الدفاعات اللازمة في بلاد ما بين النهرين وأرمينيا، ثم غادرها متوجها إلى عاصمته القسطنطينية. وفي طريقه إلى القسطنطينية، نجا بصعوبة من قبضة خالد الذي كان في طريقه منصرفًا من حصار مرعش إلى منبج.
بعد الهزائم الساحقة المتتالية لقوات هرقل في تلك المعارك، أصبحت فُرصُه لتصحيح أوضاعه قليلة، بعدما أصبحت موارده العسكرية المتبقية ضعيفة، لذا لجأ إلى طلب مساعدة من المسيحيين العرب من بلاد ما بين النهرين الذين حشدوا جيشًا كبيرًا توجهوا به نحو حمص، قاعدة أبو عبيدة في شمال الشام، وأرسل إليهم جندًا عبر البحر من الإسكندرية. أمر أبو عبيدة كل قواته في شمال الشام بموافاته في حمص، بعدما حاصرتها القبائل العربية المسيحية. فضّل خالد خوض معركة مفتوحة خارج المدينة، إلا أن أبا عبيدة أرسل إلى عمر يطلب رأيه. بعث عمر إلى سعد بن أبي وقاص بأن يسيّر جندًا لغزو منازل تلك القبائل العربية المسيحية في بلادها، وأن يبعث القعقاع بن عمرو في أربعة آلاف فارس مددًا لأبي عبيدة. بل وسار عمر بنفسه من المدينة على رأس ألف جندي. دوت تلك الأنباء في العراق والشام، فرأت تلك القبائل أن تسرع بالرجوع إلى منازلها، تاركين جند الروم في مواجهة مصيرهم أمام قوات المسلمين الذين هزموا تلك القوات هزيمة نكراء، قبل أن تصل قوات المدد من العراق أو المدينة. ثم أرسل أبو عبيدة خالد في قوة لمهاجمة القبائل من الخلف، وكانت تلك آخر محاولات هرقل لاستعادة الشام.
بعد تلك المعركة، أمر عمر باستكمال غزو بلاد ما بين النهرين. فبعث أبو عبيدة خالد وبعث سعد عياض بن غنم لغزو شمال بلاد ما بين النهرين. ففتحا الرها وديار بكر وملطية ثم اجتاحا أرمينية حتى بلغ خالد آمد والرها، وهو يفتح البلاد ويستفئ الغنائم، ثم عاد إلى قنسرين وقد اجتمع له من الفئ شيء عظيم.
اختلفت روايات المؤرخين حول ترتيب وقائع فتح الشام، فمثلاً روى الطبري أن معركة اليرموك كانت المعركة التالية لفتح بصرى، أما البلاذري فقد روى أنها كانت آخر معارك فتح الشام، وأنها تمت في عهد عمر بن الخطاب.

## العزل
تحدث الناس بفعال خالد في أرمينية، وتحدثوا بانتصاراته في الشام والعراق، فتغنّى الشعراء بفعاله، فوهبهم خالد من ماله وأغدق عليهم، وكان ممن وهبهم خالد الأشعث بن قيس الذي وهبه خالد عشرة الآف درهم. بلغ عمر في المدينة خبر جائزة خالد للأشعث، فكتب عمر إلى أبي عبيدة أن يستقدم خالد مقيدًا بعمامته، حتى يعلم أأجاز الأشعث من ماله أم من مال المسلمين، فإن زعم أنها من مال المسلمين، فتلك خيانة للأمانة. وإن زعم أنها من ماله، فقد أسرف، وفي كلتا الحالتين يُعزل خالد من قيادته للجيوش. تحيّر أبو عبيدة، فترك تنفيذ تلك المهمة لبلال بن رباح رسول الخليفة بالكتاب. أرسل أبو عبيدة يستدعي خالد من قنسرين، ثم جمع الناس وسأل بلال خالدًا عما إذا كانت جائزته للأشعث من ماله أم من مال المسلمين؟. فأجاب خالد أنها من ماله الخاص، فأعلنت براءته. فاجأ أبو عبيدة خالدًا بأن الخليفة قد عزله، وأنه مأمور بالتوجه للمدينة.
ذهب خالد للمدينة المنورة للقاء عمر، محتجًا على ما اعتبره ظلمًا، إلا أن عمر أصر على قراره. كثر اللغط في الأمصار حول عزل عمر لخالد، فأذاع في الأمصار:
| خالد بن الوليد | إني لم أعزل خالدًا عن سخطة ولا خيانة، ولكن الناس فتنوا به، فخفت أن يوكلوا إليه ويُبتلوا به. فأحببت أن يعلموا أن الله هو الصانع، وألا يكونوا بعرض فتنة. | خالد بن الوليد |

لما قدم خالد على عمر قال عمر متمثلا:
فأغرمه شيئا، ثم عوضه، وكتب فيه إِلى الناس بهذا الكتاب ليعذره عندهم وليبصرهم. وكانت تلك هي نهاية مسيرة خالد العسكرية الناجحة.

## وفاته وضريحه
هناك إجماع على أن خالد توفي عام 21 هـ / 642 م، إلا أنه هناك خلاف على مكان وفاته. فقد ذكر ابن حجر العسقلاني في الإصابة قولين في وفاته، قول بأنه توفي بحمص وآخر أن وفاته في المدينة وأن عمر بن الخطاب حضر جنازته، بينما ذهب أبي زرعة الدمشقي في تاريخه أن وفاته في المدينة،
أما ابن عساكر فنقل في كتابه تاريخ دمشق الكبير عدة روايات ترجح وفاته بحمص، واستأنس بقول أبي زرعة الدمشقي في وفاته بالمدينة، ونقل ابن كثير في البداية والنهاية قول الواقدي ومحمد بن سعد بأنه مات بقرية تبعد نحو ميل عن حمص، وكذلك نقل الرأي الآخر في وفاته بالمدينة، ولكنه رجح موته بحمص، كذلك أيّد الذهبي في كتابه سير أعلام النبلاء رأى ابن كثير بترجيح وفاته بحمص. ولخالد بن الوليد جامع كبير في حمص، يزعم البعض أن قبره في الجامع. روي أن خالد قال على فراش موته:
| خالد بن الوليد | لقد شهدت مئة زحف أو زهاءها، وما في بدني موضع شبر، إلا وفيه ضربة بسيف أو رمية بسهم أو طعنة برمح وها أنا ذا أموت على فراشي حتف أنفي، كما يموت البعير فلا نامت أعين الجبناء. | خالد بن الوليد |

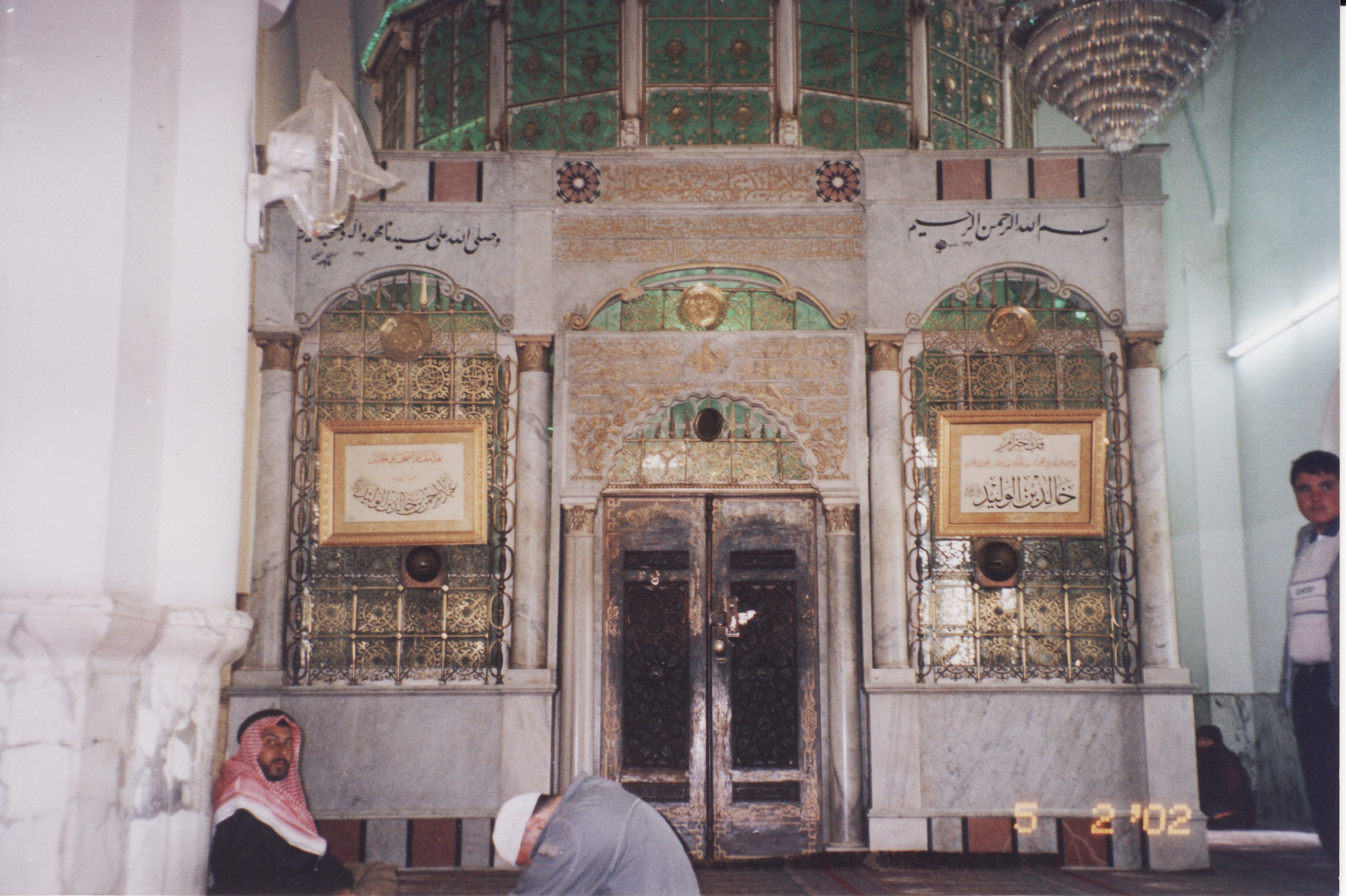
ضريح خالد بن الوليد في المسجد الذي يحمل اسمه في حمص
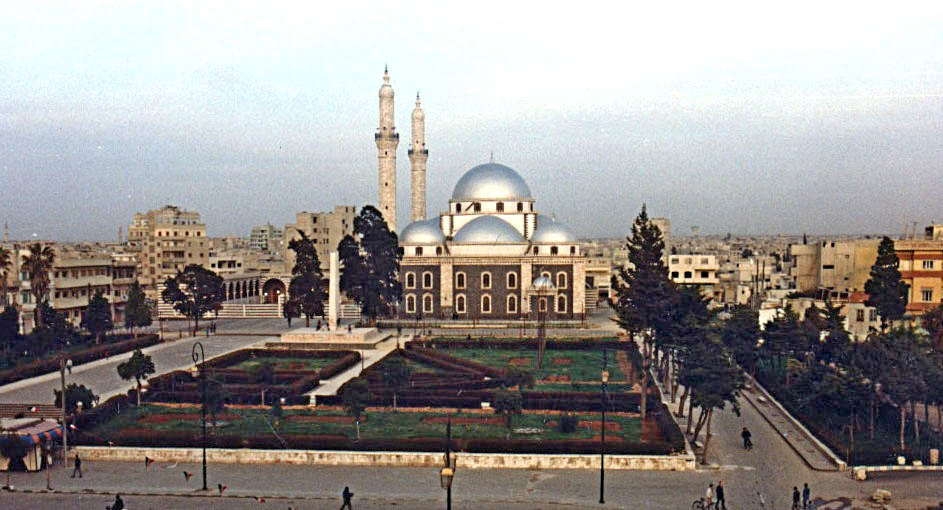
مسجد خالد بن الوليد في حمص حيث دُفن القائد المًسلم
مقولة خالد بن الوليد قبل موته

حزن المسلمون لموت خالد أشد الحزن، وكان الخليفة عمر من أشدهم حزنًا، حتى أنه مر بنسوة من بني مخزوم يبكينه، فقيل له: ألا تنهاهن؟. فقال: «وما على نساء قريش أن يبكين أبا سليمان، ما لم يكن نقع أو لقلقة على مثله تبكي البواكي.»

## ملامح من شخصيته

### عسكريًا
خاض خالد نحو مائة معركة، سواء من المعارك الكبرى أو المناوشات الطفيفة، خلال مسيرته العسكرية، دون أن يهزم، مما جعل منه واحدًا من خيرة القادة عبر التاريخ. ينسب إلى خالد العديد من التكتيكات الناجحة التي استخدمها المسلمون في معاركهم الكبرى خلال الفتوحات الإسلامية. اعتمد خالد في معاركه على مهاجمة قادة أعدائه مباشرةً، لتوجيه ضربات نفسية لمعنويات أعدائه وجعل صفوفهم تضطرب. كما اعتمد في بعض معاركه على تكتيك الحرب النفسية، مثلما فعل يوم مؤتة عندما أوهم الروم بأن المدد متواصل إليه. كما كان من انجازاته استخدام أسلوب المناوشات بوحدات صغيرة من الجند في المعارك، لاستنفاد طاقة أعدائه، ومن ثم شن هجمات بفرسانه على الأجنحة، مثلما فعل في معركة الولجة التي استخدم فيها نسخة غير مألوفة من تكتيك الكماشة، حيث كان عادةً ما يركّز على إبادة قوات أعدائه، بدلاً من تحقيق الانتصارات العادية.
استخدم خالد التضاريس متى أمكنه ذلك لضمان التفوق الاستراتيجي على أعدائه. فخلال معاركه في العراق، تعمّد في البداية أن يبقى دائمًا قريبًا من الصحراء العربية، حتى يكون من السهل على قواته الانسحاب في حالة الهزيمة، وهم أدرى الناس بالصحراء. إلا أنه بعد أن دمّر القوات الفارسية وحلفاءها توغّل في عمق الحيرة. كما استغل اتخاذ الروم لمعسكرهم المنحصر من ثلاث جهات بالمرتفعات في اليرموك، لينفذ استراتيجيته ويبيد الروم. كما برع خالد في استخدام تكتيك الهجوم المفاجئ، والذي شتّت به قوات أعدائه في جنح الليل في معارك المصّيخ والثني والزميل.
كما اعتمد خالد في بعض الأحيان على الفكر غير التقليدي، مثلما فعل عندما اجتاز بادية الشام حين كان متجهًا إلى الشام مددًا لجيوش المسلمين، فقطع بذلك طريق الإمدادات على قوات الروم في أجنادين قبل مواجهتها لجيوش المسلمين. اعتمد خالد أيضًا في تكتيكاته على الفرسان، الذين استخدمهم لتنفيذ أساليب الكر والفر لتطبيق خططه الحربية، فهاجم بهم تارةً الأجنحة وتارةً قلب جيوش أعدائه ملحقًا بهم هزائم كارثية. من أسرار تفوقه العسكري أيضًا، اعتماده على استخدام العيون من السكان المحليين في المناطق التي حارب فيها، ليأتوه بأخبار أعدائه.

### دينيًا
- عند السنّة، خالد بن الوليد صحابي وسيف الله المسلول، وقد روى الحديث عن النبي، وحدث عنه ابن خالته عبد الله بن عباس وقيس بن أبي حازم والمقدام بن معديكرب وجبير بن نفير وشقيق بن سلمة وآخرون له، إلا أن أحاديثه قليلة. وفي عهد الرسول، بعثه النبي إلى بني الحارث بن كعب أميرًا وداعيًا. ويروى أنه أخذ شعر ناصية رسول الله حين حلق رأسه في حجة الوداع، فجعلها في مقدمة قلنسوته، فكان لا يلقى عدوًا إلا هزمه.[180]"
- بينما ينظر بعضَ الشيعة إلى خالد نظرة سلبية، فهم يرونه ساعد أبا بكر في قمع المؤيدين لخلافة علي بحسب وصية الرسول.[181]

### الانتقادات
تعرض خالد للعديد من الانتقادات منذ أسلم، بدءاً من سريته إلى بني جذيمة ليدعوهم إلى الإسلام، والتي لم يبعثه الرسول فيها مقاتلاً، فخرج في ثلاثمائة وخمسين رجلاً، من المهاجرين والأنصار وبني سليم، فلما وصل إليهم وجدهم يحملون السلاح. فسألهم عن الإسلام، فقالوا أنهم أسلموا، وسألهم ما بالهم يحملون السلاح، فقالوا أن بينهم وبين قوم من العرب عداوة، فخافوا أن يكون جند المسلمين هم هؤلاء القوم، فارتاب منهم خالدًا وقد كان بنو جذيمة أهل غارات حتى أنهم عُرفوا «بلعقة الدم»، وكان من قتلاهم في الجاهلية الفاكه بن المغيرة عم خالد، وعوف بن عبد عوف أبو عبد الرحمن بن عوف، فأمرهم بوضع السلاح، فوضعوه. ثم قال لهم استأسروا، فاستأسروا، ثم نادى خالد بضرب أعناقهم، فلبّى بنو سليم، بينما رفض المهاجرون والأنصار الأمر، وشكوه إلى الرسول، بل واتهمه عبد الرحمن بن عوف بأن قتلهم بثأر عمه الفاكه. حين بلغ الرسول ما فعل خالد، غضب غضبًا شديدًا لفعل خالد، ورفع يديه داعيًا إلى الله قائلاً: «اللهم إني أبرأ إليك مما صنع خالد»، وبعث عليا ليودي لهم قتلاهم.
ثاني الانتقادات التي وجهت لخالد، كانت يوم قتل مالك بن نويرة في حروب الردة، وإن كانت الروايات قد اختلفت في سبب مقتله، فذكر الطبري في تاريخه أن مقتله كان لخطأ في الفهم ممن تولّوا حراستهم من بني كنانة، وأن مالك أُسر هو ورجال من قومه من بني يربوع في ليلة باردة، فأشفق عليهم خالد، فنادى: «دفئوا أسراكم». وكانت تعني في لغة كنانة القتل، فظنوا أن خالد يعني قتلهم فقتلوهم. بينما ذهب ابن كثير في البداية والنهاية وأبو الفرج الأصفهاني في كتاب الأغاني إلى أن خالدًا دعا إليه مالكًا ليناظره ليرى أهو على دين الإسلام أم أنه ارتد ومنع الزكاة، وفيما هما يتناظران راجع مالك خالدًا، فقال: «ما أخال صاحبكم إلا وقد كان يقول كذا وكذا». قال خالد: «أو ما تعدّه لك صاحبًا؟»، ثم أمر بقتله. وقد روى ابن خلكان أن مالك قال أنه يأتي الصلاة دون الزكاة، وهو ما رفضه خالد قائلاً أنهما معًا لا تقبل واحدة دون أخرى. بل وغالى اليعقوبي في تاريخه أنه قتل مالك ليتزوج من امرأته أم تميم.
أثارت تلك الحادثة ثورة من اللغط في المدينة، بعدما ذهب إليها أبو قتادة الأنصاري ومتمم بن نويرة أخو مالك، ليشكيا خالد للخليفة أبي بكر. احتج أبو قتادة الذي كان من رؤساء الجند الذين أسروا مالك ورفاقه، بأن مالك ومن معه أقر بالإسلام وأجابوا داعية الإسلام. وحين علم بعض الصحابة ذلك، غضبوا أيما غضب من ذلك، حتى أن عمر بن الخطاب طالب الخليفة بعزل خالد، وقال: «إن في سيف خالد رهقًا (إي ظلم وطغيان) وحق عليه أن يُقيده». إلا أن أبا بكر لم يستجب لرأي عمر، معللاً بأن خالد تأول فأخطأ، وأنه ما كان ليشيم سيفًا سلّه الله على الكافرين. وفي ذات الوقت أرسل إلى خالد ليقص عليه ما فعل، فعنّفه أبو بكر على تزوجه بامرأة رجل لم يجف دم زوجها، وأمر بأداء دية مالك لأخيه متمم، ورد سبي بني يربوع.
مرة أخرى يتعرض خالد للانتقاد خلال حروب الردة، وذلك يوم أن تزوج ابنة مجاعة بن مرارة بعد نهاية المعركة. وقد روى الطبري أن فعله هذا أثار غضب أبا بكر، فكتب إليه: «لعمري يا بن أم خالد إنك لفارغ. تنكح النساء وبفناء بيتك دم ألف ومائتي رجل من المسلمين لم يجفف بعد!».
انتقاد آخر تعرض له خالد هذه المرة من قبل بعض المؤرخين يوم نهر الدم، حيث رأوا أن في أفعاله بعد المعركة من قتله للأسرى ليجري النهر دمًا وحشية لا تليق بقائد فاتح، بينما رأى آخرون أنها كانت في نطاق استخدامه لأساليب الحرب النفسية، وأنها أثرت أيما أثر في نفوس الفرس والأهم من العرب.

## أسرته
تزوج خالد بن الوليد ابنة أنس بن مدرك الأكلبي الخثعمي فولدت له:
- سليمان بن خالد الذي قتل أثناء فتح مصر.[188]
- المهاجر بن خالد الذي قتل يوم صفين وهو يقاتل في صف علي بن أبي طالب.
- عبد الرحمن بن خالد والي حمص من قبل الخليفة عثمان بن عفان، والذي شارك في يوم صفين في صف معاوية بن أبي سفيان، والذي شارك أيضًا في حصار الأمويين للقسطنطينية بين عامي 674 و678م.[188]

وكثر ولد خالد بن الوليد حتى قيل إنهم وصلوا أربعين رجلا كلهم بالشام؛ حيث قضوا كلهم في طاعون عمواس؛ فلم يعقب أحد منهم، وهناك مصادر متعددة تذكر أن له ذرية في باقي البلدان.

## شخصيته في الأدب والإعلام

الممثل السوري باسم ياخور في دور خالد بن الوليد في الجزء الأول من مسلسل خالد بن الوليد.

أدبيًا، تناولت العديد من الأعمال الأدبية والتاريخية شخصية خالد بن الوليد سواء بالعرض أو النقد أو التحليل، منها كتاب «سيف الله المسلول: خالد بن الوليد - حياته وحملاته» للجنرال الباكستاني أغا إبراهيم إكرام، الذي تناول فيه حياته وتحليل حملاته من وجهة نظر عسكرية، وكتاب «عبقرية خالد» للكاتب عباس محمود العقاد الذي تناول فيه الشخصية في نطاق تحليلي أدبي، وكتاب «خالد بن الوليد» للمؤلف «صادق إبراهيم عرجون» الذي تناول الشخصية بالسرد التاريخي مع التحليل والتنقيح للروايات المختلفة التي وردت في أمهات الكتب حول الأحداث التي كان خالد في خضمها، متأثرًا بكتابي «الصديق أبو بكر» و«الفاروق عمر» لمحمد حسين هيكل. إضافة إلى كتاب للمؤرخ العسكري العراقي محمود شيت خطاب بعنوان «خالد بن الوليد المخزومي»، وغير ذلك الكثير من الكتيبات التي تناولت سيرة خالد بن الوليد.
إعلاميًا، جُسدت شخصية خالد بن الوليد في بعض الأعمال الفنية مثل خالد بن الوليد الذي جسد فيه حسين صدقي شخصية خالد بن الوليد عام 1958، وخالد بن الوليد الذي جسد فيه باسم ياخور دور خالد في جزئه الأول، وجسدها سامر المصري في جزئه الثاني، والذي تعرض للعديد من الانتقادات سواء على المستوى السياسي أو الديني. كما تم تجسيد شخصيته كأحد شخصيات الرسالة حيث جسدها محمود سعيد في نسخته العربية و«مايكل فورست» في نسخته الإنجليزية.

### في السينما والتلفاز
- 1958 : فيلم خالد بن الوليد عن قصة حياته بطولة حسين صدقي.
- 1972 : فيلم الشيماء عن قصة حياة الشيماء اخت الرسول في الرضاعة بطولة سميرة أحمد. وقام بدور خالد بن الوليد الممثل عبد الله غيث.[194]
- 1977 : فيلم الرسالة عن قصة الرسالة النبوية التي جاءت بالإسلام بطولة عبد الله غيث. وقام بدور خالد بن الوليد الممثل محمود سعيد.
- 1981 : مسلسل الفتوحات الإسلامية وقام بدور خالد بن الوليد الممثل عادل المهيلمي.
- 1981 : مسلسل الكعبة المشرفة وقام بدور خالد بن الوليد الممثل مجدي وهبة.
- 1983 : مسلسل عمرو بن العاص عن قصة حياة عمرو بن العاص بطولة مجدي وهبة. وقام بدور خالد بن الوليد الممثل عادل المهيلمي.
- 1991 : مسلسل تحت ظلال السيوف عن قصة حياة ضرار بن الأزور بطولة عبد الله غيث. وقام بدور خالد بن الوليد الممثل عبد الرحمن الخريجي.
- 2002 : مسلسل رجل الأقدار عن قصة حياة عمرو بن العاص بطولة نور الشريف. وقام بدور خالد بن الوليد الممثل ياسر علي ماهر.
- 2006 : مسلسل خالد بن الوليد (ج1) عن قصة حياته بطولة باسم ياخور.
- 2007 : مسلسل خالد بن الوليد (ج2) عن قصة حياته بطولة سامر المصري
- 2010 : مسلسل القعقاع بن عمرو التميمي عن قصة حياة القعقاع بن عمرو التميمي بطولة سلوم حداد. وقام بدور خالد بن الوليد الممثل رفيق علي أحمد.
- 2010 : مسلسل رايات الحق بطولة أيمن زيدان. وقام بدور خالد بن الوليد الممثل ياسر المصري.
- 2012 : مسلسل عمر عن قصة حياة عمر بن الخطاب بطولة سامر إسماعيل. وقام بدور خالد بن الوليد الممثل مهيار خضور.